# Гонки колесниц
Го́нки на колесни́цах или колесни́чные бега́ (греч. ἁρματοδρομία harmatodromia, лат. ludi circenses) — один из популярнейших видов спорта в Древней Греции, Римской империи и Византии. Гонки на колесницах представляли опасность для лошадей и колесничих, получавших во время состязания серьёзные травмы или даже погибавших. Опасность состязания помимо его зрелищности привлекало большое число зрителей. Женщинам, в отличие от прочих видов спорта в древности, дозволялось наблюдать гонки на колесницах.
В Римской империи команды колесничих представляли различные группы финансовых спонсоров, ассоциируясь с различными религиозными или социальными идеями, отчего часто состязания политизировались. Этим объясняется стремление римских, а позже византийских правителей контролировать команды и назначать особых чиновников для наблюдения за ними.
Гонки на колесницах исчезли на Западе с падением Римской империи. Гонки просуществовали ещё какое-то время в Византийской империи, где традиционные римские фракции продолжали играть заметную роль в течение нескольких столетий, приобретая влияние в политических вопросах. Подавление восстания Ника в 532 году предопределило начало заката популярности этого вида спорта.

## Происхождение гонок
Точно не установлено, когда и где начали устраивать гонки на колесницах как спортивное состязание. Вероятно, этим гонкам примерно столько же лет, сколько и самим колесницам. По изображениям на керамике известно, что такое развлечение существовало уже в Микенах, но первое литературное упоминание о колесничных гонках принадлежит Гомеру — они описаны в 23 книге «Илиады» и происходят на играх в честь похорон Патрокла. В той гонке участвовали Диомед, Евмел, Антилох, Менелай, Лохопед и Мерион. Гонку в один круг, устроенную вокруг пня от срубленного дерева, выиграл Диомед. В качестве приза он получил рабыню и медный котёл.
Гонки на колесницах также считаются первым олимпийским видом спорта. По одной из легенд, царь Эномай вызывал на гонку всех претендентов на руку его дочери Гипподамии. Один из них, по имени Пелоп, сумел выиграть эту гонку, а затем стал устраивать в честь своей победы спортивные игры, с которых начались Олимпиады.

## Олимпийские игры

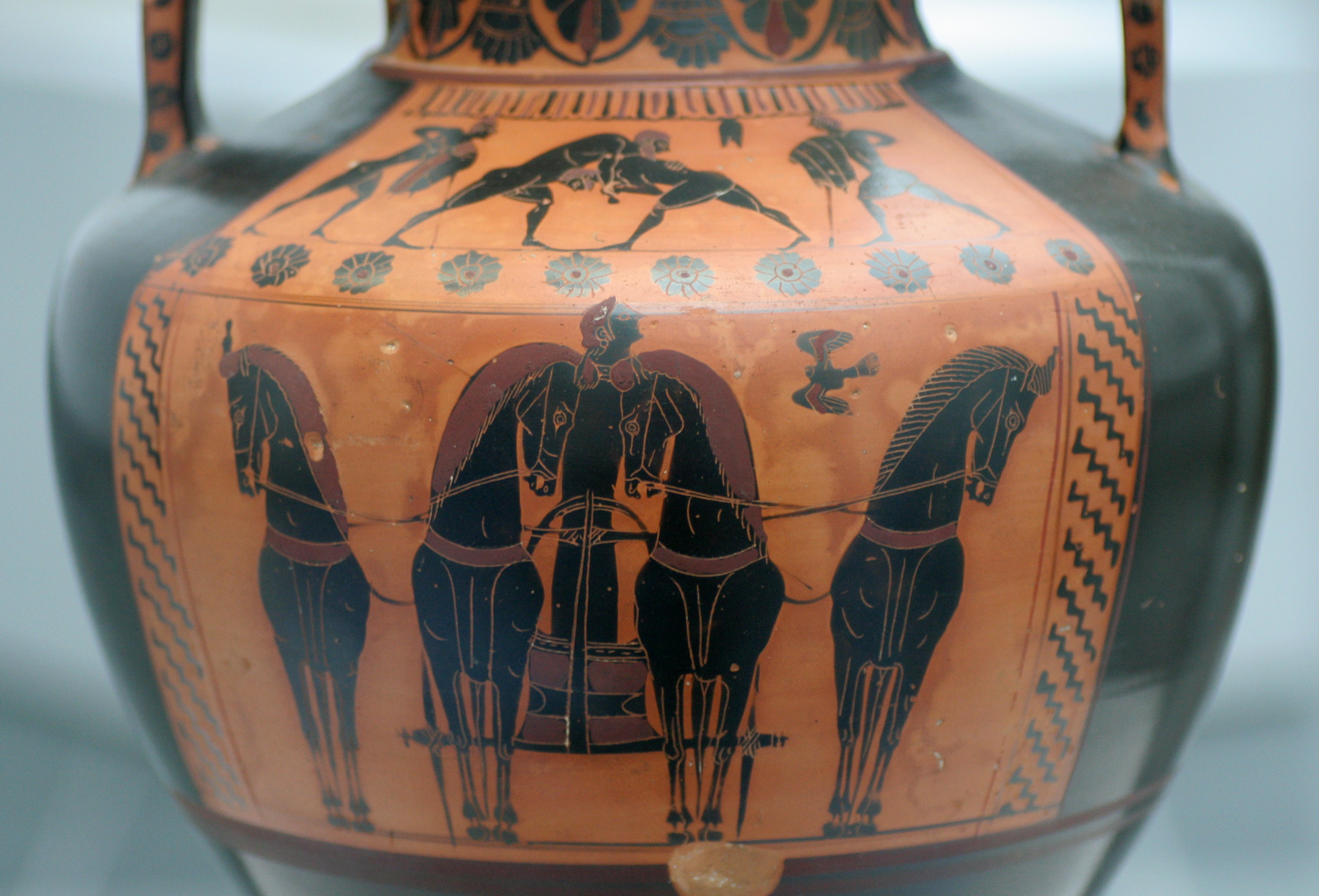
Колесница — четверня («тетрипон», «квадрига»)

В древних Олимпиадах, как и в других таких играх, было два вида колесничных гонок (по числу лошадей в упряжке): на колесницах-четвернях («тетрипон») и на парных колесницах («синорис»). Кроме количества лошадей, эти виды гонок ничем не отличались. Впервые гонки на колесницах как вид состязания введены на Олимпиадах в 680 году до н. э. (на самом деле, конечно, Олимпийские игры начались не с них).
Гонка начиналась с торжественного въезда на Ипподром, в то время как глашатай объявлял имена наездников и владельцев. Ипподром в Олимпии имел до 600 метров в длину и до 200 метров в ширину, в одном заезде могли участвовать до 60 колесниц (хотя обычно их было гораздо меньше). Ипподром был устроен перед холмом, на котором могли стоя разместиться до 10 000 зрителей. Гонка состояла из 12 кругов по ипподрому, с резкими разворотами вокруг столба на каждом конце.
Применялись различные механические устройства, например, стартовые ворота («гисплекс»), опускавшиеся для старта гонки. Согласно греческому географу II века н. э. Павсанию, эти ворота изобрёл архитектор Клеот. Ворота были расположены уступом и открывались последовательно, начиная с дальних от середины ипподрома дорожек. Колесница из первых открытых ворот начинала разгоняться, а когда она равнялась со следующими воротами, они тоже открывались, давая старт очередной колеснице, и так далее. Когда открывались последние ворота, все колесницы находились примерно на одной линии, но имели разную скорость.
Были и другие устройства, называвшиеся «орёл» или «дельфин», их использовали для отсчёта кругов гонки. Вероятно, это были бронзовые фигуры, установленные на столбах у стартовой линии. Перед стартом их поднимали, а затем опускали по одному, показывая гонщикам, сколько осталось кругов.
В отличие от остальных Олимпийских состязаний, колесничие не соревновались обнажёнными. Возможно, так делалось ради безопасности — аварии случались нередко, да и пыли немало поднималось из-под копыт и колёс. Гоночные колесницы были сделаны по подобию боевых колесниц (которые к тому времени уже не использовались в битвах) — деревянная повозка с двумя колёсами, открытая сзади. Колесничий стоял на ногах, но сама повозка не имела никаких рессор и устанавливалась прямо на оси, так что езда была тряская.
Для зрителей самой захватывающей частью гонок было прохождение поворотного столба в конце ипподрома. Разворот был опасным манёвром, иногда смертельно опасным. Если соперники не успевали опрокинуть чужую колесницу до вхождения в поворот, то они могли протаранить или даже переехать её вместе с наездником и лошадьми прямо в момент огибания столба. Преднамеренный таран противника для разрушения или опрокидывания его колесницы формально запрещался правилами гонок, но поделать с этим ничего не могли (ещё в гонке на похоронах Патрокла Антилох выбил Менелая из заезда, разбив его колесницу). Аварии нередко происходили и просто так, без злого умысла соперников.
Гонки колесниц уступали в престижности «стадиону» (соревнования по бегу), но все же считались более важными, чем другие конные состязания, например, верховые скачки, которые были вскоре исключены из Олимпийских Игр.
В микенские времена гонщик-возница сам являлся владельцем колесницы, поэтому приз получал непосредственный победитель гонки. Но уже ко времени Всеэллинских игр владельцы колесниц обычно имели рабов-возниц, и приз доставался владельцу. Аркесилай IV, царь Кирены, выиграл гонку колесниц на Пифийских играх в 462 году до н. э., когда его раб-возница единственным доехал до финиша. В 416 году до н. э. афинский военачальник Алкивиад выставил на гонку сразу семь колесниц, одна из которых выиграла; понятно, что он не мог править всеми семью сам. Филипп II, царь Македонии, выиграл олимпийскую колесничную гонку, чтобы доказать, что не является варваром; хотя, если бы он правил колесницей сам, его бы посчитали хуже чем варваром. Победителем гонки вполне могла стать даже женщина, несмотря на то, что женщины не допускались на Игры ни как участницы, ни как зрители. Такое изредка происходило: например, спартанка Киниска, дочь царя Агесилая II, дважды выигрывала гонку колесниц.
Гонки колесниц входили в программу соревнований и других игр в Древней Греции, а на Всеафинских играх в Афинах они были важнейшим состязанием. Здесь победитель гонок на четвернях получал 140 амфор оливкового масла, чрезвычайно дорогостоящий приз. Это было больше, чем атлету могло понадобиться за всю его карьеру, и значительная часть приза, вероятно, продавалась другим атлетам.

## Гонки в Древнем Риме

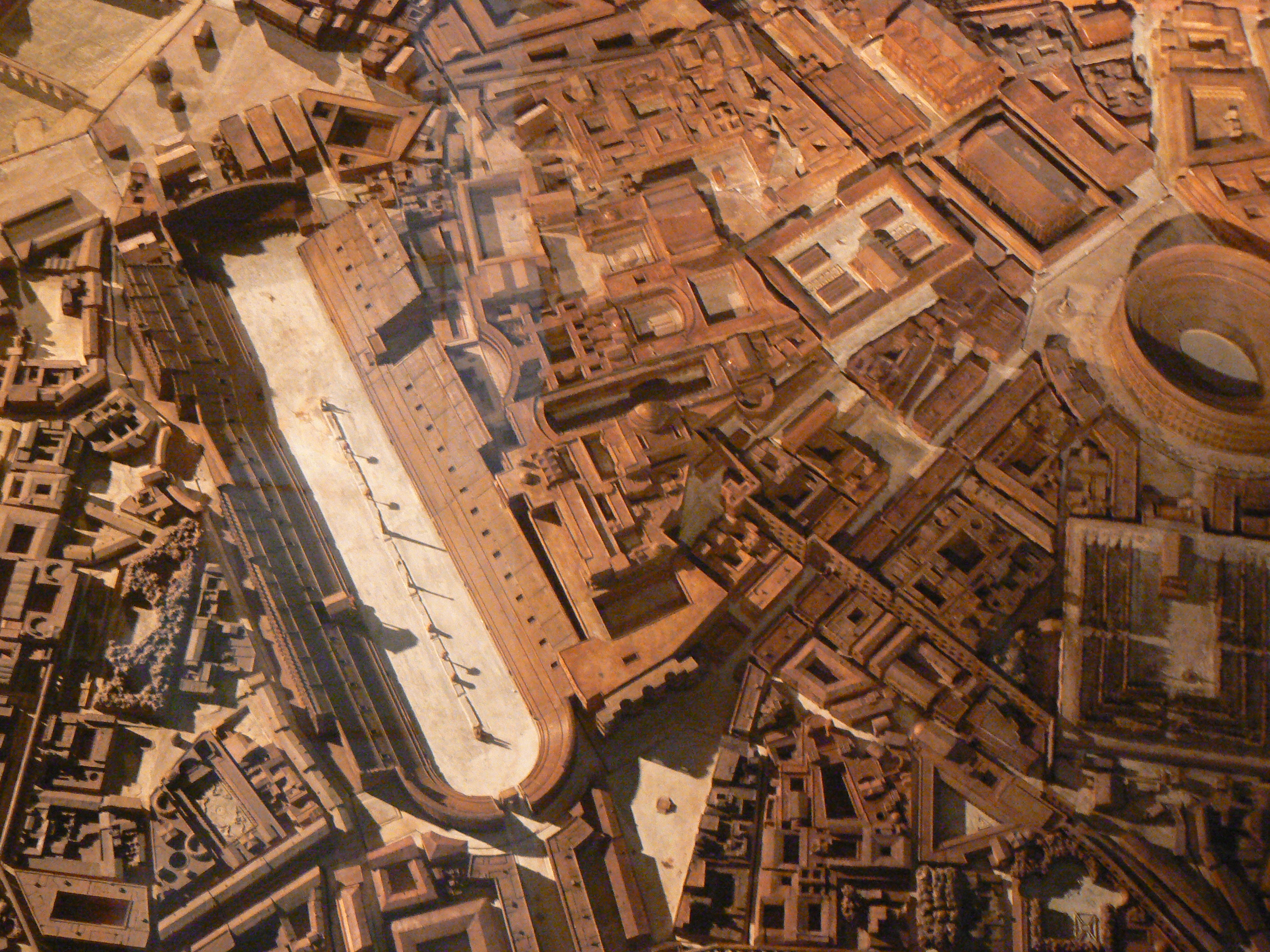
Модель Рима IV века с конструкцией Большого цирка (слева)

Римляне, вероятно, переняли гонки на колесницах от этрусков, которые сами позаимствовали их у греков. Было и непосредственное греческое влияние, после завоевания римлянами Греции в 146 году до н. э.
В Риме колесничные гонки устраивались главным образом на гигантском ипподроме под названием Большой цирк (лат. Circus Maximus), который имел сидячие места для 150 000 зрителей и располагался в долине между холмами Палатин и Авентин. Возможно, Большой цирк ведёт свою историю ещё от этрусков, но около 50 года до н. э. Юлий Цезарь перестроил его, увеличив до 600 метров в длину и 225 метров в ширину.
Римляне, по примеру греков, использовали систему стартовых ворот, называемых «карцеры» (лат. carcer — тюрьма, препятствие). Они, как и греческие «гисплексы», шли уступом, но располагались немного по-другому. Римский ипподром имел посередине барьер (spina), разделяющий дорожки. Стартовые позиции находились на одной стороне, а не по всей ширине ипподрома, как у греков. Когда колесницы выстраивались в воротах, император (или другой устроитель гонок, если состязания проходили не в Риме) бросал платок (mappa), давая старт заезду.
Во время гонки колесницы обгоняли и «подрезали» соперников, пытаясь вынудить их врезаться в разделительный барьер, spina. На барьере были установлены, по примеру греческих «орлов», бронзовые «яйца», которые сбрасывались в жёлоб с водой, идущий по верху барьера, обозначая количество оставшихся кругов. Барьер со временем становился все более помпезным, его украшали статуями и обелисками, так что зрители часто не могли разглядеть происходящее на противоположной стороне гоночной дорожки (считалось, что это только подстёгивает напряжение и интерес к гонке). По концам барьера стояли поворотные столбы (meta), здесь случались захватывающие столкновения и крушения колесниц, как и на греческих гонках. Если возница или лошади получали увечья, то такая авария называлась naufragium (это слово означает также «кораблекрушение»).
Ежедневно устраивались десятки заездов, иногда на протяжении сотен дней подряд. Сама гонка проходила так же, как и у греков, но заезд состоял из 7 кругов, в отличие от 12 кругов в греческих гонках. Затем заезды сократили до 5 кругов, чтобы за день можно было устроить ещё больше заездов.
Колесницы запрягались четвернёй («квадрига», quadriga) или парой («бига», biga), но более важными считались, конечно, гонки на четвернях. Иногда, если колесничий хотел продемонстрировать своё мастерство, он мог запрячь до 10 лошадей сразу, но пользы в этом не было никакой. Римские гонщики, в отличие от греческих, надевали шлемы и другое защитное оснащение. Они также обычно наматывали поводья себе на руки (вероятно, для лучшего контроля над лошадьми), а греки держали поводья в руках. Из-за этого римские возницы оказывались в трудном положении при крушении колесницы: они не могли быстро освободиться от поводьев, и лошади волокли их по дорожке. Поэтому они имели при себе ножи для перерезания поводьев. Воспроизведение римской колесничной гонки можно увидеть в знаменитом фильме «Бен-Гур» (1959).

Ещё одно важное отличие заключалось в том, что в Древнем Риме победителем гонки считался сам колесничий, auriga, хотя обычно он так же являлся рабом, как и в Древней Греции. Победитель получал лавровый венок и немного денег. Если раб часто выигрывал гонки, он мог выкупить свою свободу. Обычно продолжительность жизни колесничего была невысока, а гонщик, сумевший выжить после многих проведённых гонок, становился знаменитым на всю Империю. Таким прославленным гонщиком был Скорп, который выиграл свыше 2000 заездов и погиб в возрасте 27 лет в столкновении у поворотного столба. Знаменитостями становились и лошади, хотя их жизнь тоже была недолгой. Римляне вели подробную статистику по именам, породам и родословным прославленных лошадей.

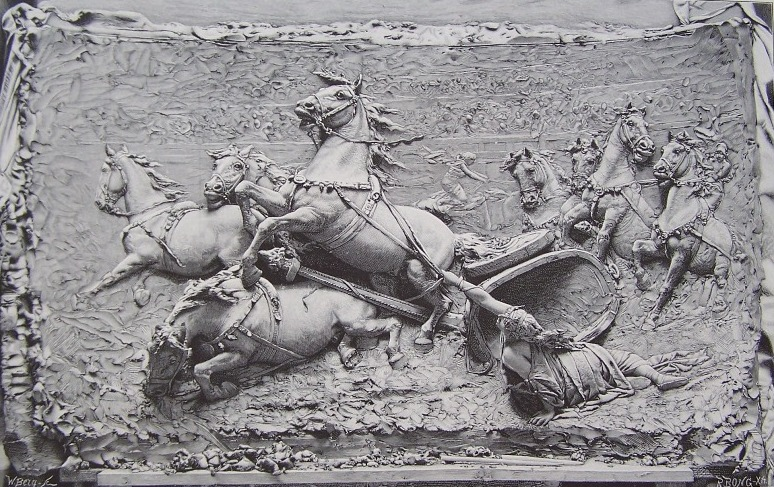
Гонки на колесницах. Древний Рим

Места в Цирке были бесплатными для бедноты, которой попросту нечем было заняться в Риме после падения Республики, ибо до политики и военных дел эти люди уже не допускались. Обеспеченные люди покупали места под навесом, в тени, откуда лучше была видна гонка. Они также делали ставки на исход заездов. Императорский дворец располагался неподалёку от ипподрома, и хозяин дворца часто посещал гонки. Для народа это была одна из немногих возможностей увидеть своего вождя. Юлий Цезарь часто приезжал на гонки лишь для того, чтобы показаться на публике, хотя к самим заездам оставался равнодушен и обычно брал с собой что-нибудь почитать.
Нерон, напротив, был страстным поклонником колесничных гонок. Он сам умел править колесницей и даже выиграл гонку на Олимпийских играх (которые проводились и в римскую эпоху). При Нероне начали формироваться крупнейшие гоночные клубы. Самыми важными были четыре команды: «Красные», «Синие», «Зелёные» и «Белые». Они существовали ещё до Нерона, в качестве друзей и покровителей отдельных конюшен, занимавшихся производством гоночных лошадей. Нерон подпитывал эти клубы денежными ассигнованиями, и они набрали такую силу, что их едва удавалось контролировать. Каждая команда могла выставить в одном заезде до трёх колесниц. Гонщики одной команды действовали в заезде сообща против колесниц враждебных команд, например, «подрезая» их к барьеру и провоцируя крушение (такой приём разрешался правилами, на радость зрителям). Гонщики могли переходить из одной команды в другую, как и в современном профессиональном спорте.
По неодобрительному отзыву Тертуллиана («De spectaculis» 9.5), первоначально команд было две, «Белые» и «Красные», посвящённые зиме и лету соответственно. В начале третьего века н. э., когда он писал свои заметки, «Красные» посвящали себя Марсу, «Белые» — Зефиру, «Зелёные» — Матери Земле, или весне, и «Синие» — морю и небесам, или осени. Домициан создал две новые команды, «Пурпурные» и «Золотые». Однако к концу третьего века сохранили силу только команды «Синих» и «Зелёных».
В Римской империи было множество гоночных ипподромов («цирков»). Крупный ипподром, Цирк Максенция, находился недалеко от Рима. Также большие ипподромы имели Александрия и Антиохия. Ирод Великий построил четыре ипподрома в Иудее. В четвёртом веке Константин Великий построил «цирк» в своей новой столице, Константинополе.
Колесничий Гай Аппулей Диокл считается самым высокооплачиваемым спортсменом в истории, за свою карьеру он заработал 35 863 120 сестерциев (эта сумма была выбита на памятнике Гаю Аппулею Диоклу, воздвигнутом болельщиками), что, согласно оценкам учёных, приблизительно эквивалентно современным 15 миллиардам долларов США.

## Гонки в Византии
Как и многие характерные черты римской жизни, гонки на колесницах продолжались в Византийской империи, хотя византийцы не вели столь тщательный учёт и статистику гонок, как римляне. Император Константин предпочитал колесничные гонки гладиаторским боям, которые он считал языческим пережитком. Позднее, император Феодосий Первый, являясь ревностным христианином, прекратил с 394 года проводить Олимпийские игры, ради искоренения язычества и для развития христианства. Гонки, тем не менее, продолжались.
Константинопольский Ипподром (типичный римский «цирк», а не греческий открытый ипподром) был соединён с императорским дворцом и храмом Святой Софии, поэтому зрители могли лицезреть своего императора, как и в Риме.

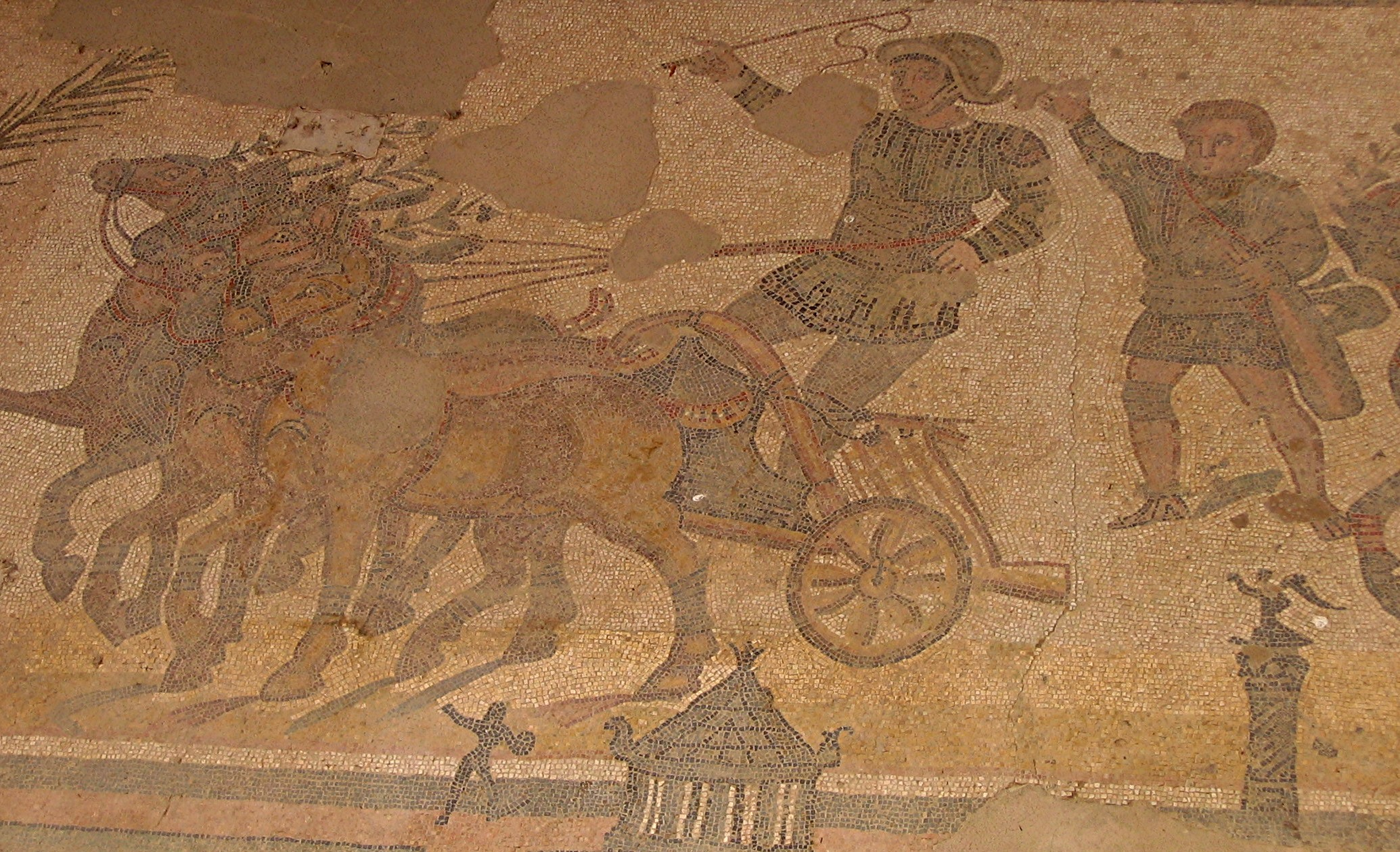
В столице Византии велась напряжённая борьба партий команд колесниц

В Римской империи подкуп и другие виды мошенничества на гонках не были распространены, по крайней мере, свидетельств о таких случаях практически нет. В Византийской империи, вероятно, нарушений было больше. Кодекс Юстиниана, например, прямо запрещал наводить порчу на соперников по гонке, но о других способах вредительства или подкупа не сообщается. Возможно, таковых и не было.
Римские гоночные клубы продолжали существовать и в Византии, но сильными командами были только «Синие» и «Зелёные». Один из прославленных колесничих пятого века, Порфирий, в разное время состоял и в «Синих», и в «Зелёных».
Однако в византийскую эпоху клубы были уже не просто спортивными командами. Они имели влияние в военных, политических и богословских вопросах. Например, «Зелёные» склонялись к монофизитству, а «Синие» сохраняли верность ортодоксальному (православному) направлению. Потом клубы превратились в нечто вроде преступных синдикатов и не брезговали грабежом и убийствами. Они устраивали уличные беспорядки ещё при Нероне, но на протяжении всего пятого и в начале шестого века их бунты продолжались и достигли предела при Юстиниане, в 532 году, когда случилось крупнейшее восстание («восстание Ника»), начавшееся после ареста нескольких членов клубов по обвинению в убийстве.
После подавления мятежа гонки пошли на спад. К тому же расходы по устроению гонок сделались к этому времени чрезмерно велики и для клубов, и для императора.
Константинопольский Ипподром оставался местом отдыха императоров вплоть до 1204 года, когда он был разграблен при четвёртом Крестовом походе. Крестоносцы сняли бронзовые статуи четырёх коней, которые были частью монумента, построенного Константином Великим, и изображавшего колесницу-четвёрку, т.н. «квадригу». Эти бронзовые кони существуют до сих пор и установлены в соборе Святого Марка в Венеции.